# 幸山一大
幸山 一大（こうやま かずひろ、1996年6月18日 - ）は、富山県中新川郡舟橋村出身の元プロ野球選手（外野手）。右投右打。プロでは育成選手であった。

## 経歴

### プロ入り前
舟橋小学校2年時から「富山リトルリーグ」で野球を始めると、舟橋中学校では「富山リトルシニア」に所属していた。
富山第一高校への進学後は、1年時の秋から、レギュラーで4番打者を任された。2年時の夏に、第95回全国高等学校野球選手権全国大会へ出場。準々決勝で延長の末に延岡学園高校にサヨナラ負けで敗退。自身は全3試合に「4番・左翼手」として出場すると、打率.231（13打数3安打）、3打点という記録を残した。3年春の富山県大会で、打席からファウルを放った際に左手の有鈎骨を骨折。欠けた骨を除去する手術を受けた後に、7月から復帰したものの、選手権富山大会では準決勝で敗れた。
高校時代に対外試合で通算25本塁打を放ったことを背景に、2014年のNPB育成ドラフト会議で、福岡ソフトバンクホークスから1巡目で指名。支度金300万円、年俸270万円（金額は推定）という条件で、に育成選手として入団した。背番号は124。

### プロ入り後
2015年、二軍のウエスタン・リーグ公式戦には、4試合の出場ながら打率.500（6打数3安打）をマーク。三軍戦では、69試合の出場で、打率.230、5本塁打、24打点を記録した。
2016年、ウエスタン・リーグ公式戦では19試合の出場で打率が.167、三軍戦では75試合の出場で打率が.211にとどまったが、シーズン終了後に台湾で開かれたアジアウインターベースボールリーグにNPBウエスタン選抜チームの一員として参加。17試合の出場で、打率.259（58打数15安打）、2本塁打、17打点という成績を残した。
2017年、ウエスタン・リーグ公式戦32試合に出場。打率.200、10打点ながら、9月22日の対阪神タイガース戦で公式戦初本塁打を記録した。三軍戦では67試合の出場で、打率.234、3本塁打、29打点をマーク。育成選手制度に関するNPBの規定で、10月31日に自由契約選手として公示されたが、12月6日には育成選手としての再契約が発表された。
2018年、ウエスタン・リーグ公式戦では7試合の出場で打率.167、三軍戦では74試合の出場で打率.222、7本塁打、25打点をマーク。しかし、入団以来支配下登録契約への移行に至らないまま、10月4日に球団から戦力外通告を受けた。10月31日に自由契約選手として再び公示されたことを受けて、現役を引退。

### 現役引退後
富山県内の高校で硬式野球部の監督になることを目標に、日本学生野球協会へ加盟する高校・大学野球部での指導に必要な学生野球資格の回復に向けて、2018年12月に講習会を受講した。
2019年4月からは、教員免許の取得に向けて國學院大學へ進学。日本プロ野球選手会によるNPB選手経験者へのセカンドキャリア施策の一環で、2017年から高卒の元選手に限って実施している入学試験に合格したもので、この試験による入学者は幸山が初めてとされる。
その後在学中に教員免許を取得。2023年に國學院大學を卒業後は、インターンで訪問した企業に就職した。

## 選手としての特徴・人物
中学校時代には学業成績で校内の上位に入っていて、富山第一高校では特別進学コースに所属していた。幸山自身も、現役引退と大学受験を決めた直後の取材で、「勉強することは嫌いではない」と語っている。
出身地の舟橋村は、ソフトバンクへの入団時点で、日本一面積が小さい自治体だった。一方で、自身の身長（191cm）は、当時のNPB日本人外野手の中で最も高く、顔立ちと相まって「大谷翔平に似ている」と呼ばれた。小学校へ入学した頃から、周囲に比べて背が高く、高校在学中には1日6合を目安に米飯を食べていたという。

## 詳細情報

### 年度別打撃成績
- 一軍公式戦出場なし

### 背番号
- 124 （2015年 - 2018年）

### 代表歴
- 2016アジアウインターベースボールリーグ：NPBウエスタン選抜